# Стерлитамакская соборная мечеть
Стерлитамакская соборная мечеть (мечеть Халид бин Валид, или мечеть Нур-аль-Иман) ― крупнейшая мечеть города Стерлитамак, Республика Башкортостан.

## Описание

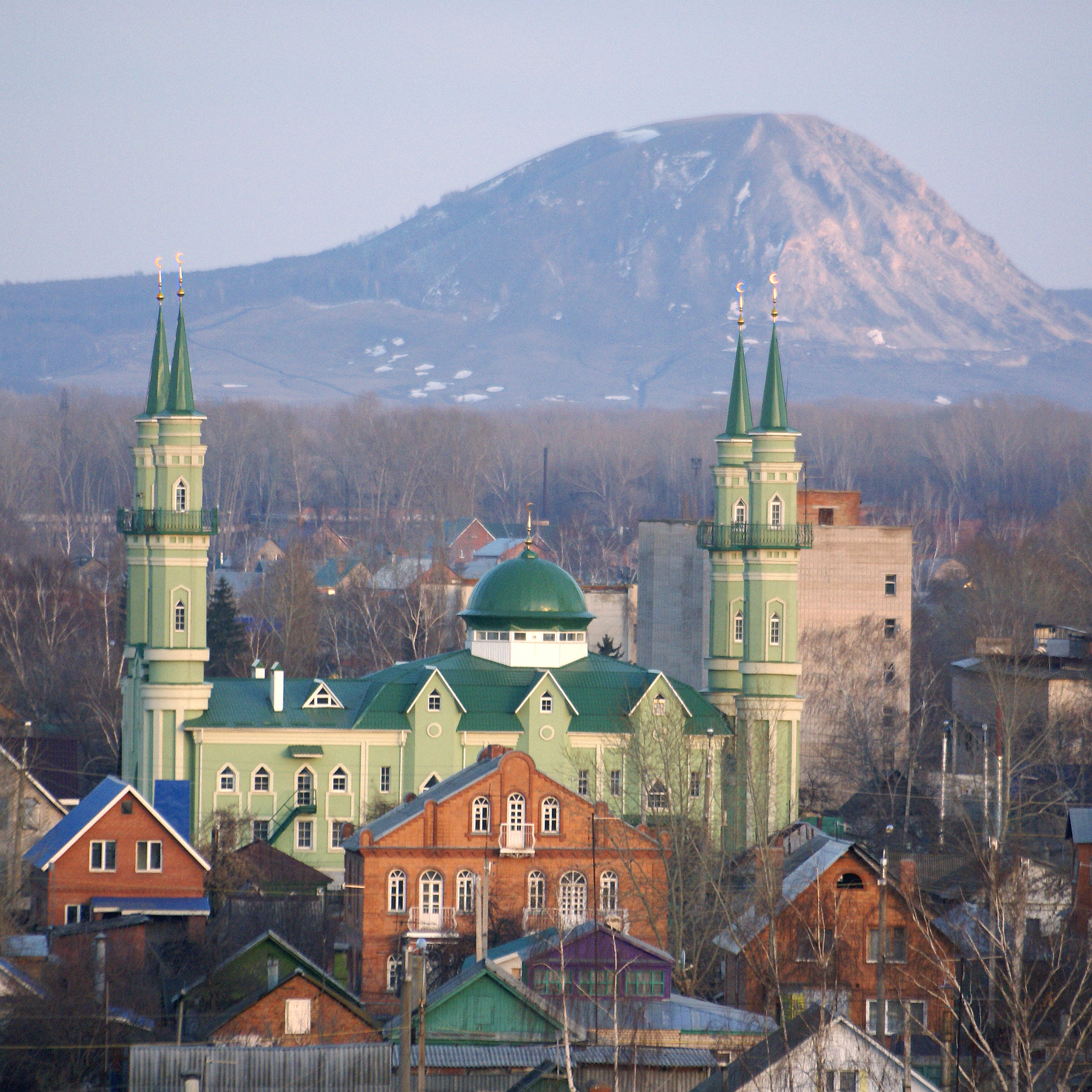
Мечеть на фоне шихана Торатау

Строительство началось в апреле 2004 года, открытие состоялось в июне 2007 года. Автором постройки стала Т. Бурангулова.
В двухэтажном здании мечети площадью 824 м² на первом этаже находится зал для молитв, а также проведения мероприятий. Молитвенное помещение для мужчин расположено на первом этаже, а также имеет дополнительный балкон на втором. Зал для женщин расположен на цокольном этаже и имеет отдельный вход. Внутри мечети на полу — узбекские ковры. Само здание мечети окружено четырьмя зелеными минаретами.
В настоящее время имамом является Рафиков Ришат Фаридович.